# Dallerup Kirke
Dallerup Kirke er en kirke i Dallerup Sogn i det tidligere Gjern Herred Skanderborg Amt; Indtil kommunalreformen 2007 lå den Gjern Kommune, men er nu i Silkeborg Kommune.
Kor og skib er opført i romansk tid af granitkvadre over skråkantsokkel. Byggematerialerne til kirken kommer delvis fra Bjarup Ødekirke, der blev nedbrudt formentlig omkring 1530. Syddøren er bevaret i brug med glatte karme og tympanonfelt, hvor man ser den tronende Kristus flankeret af Peter og Paulus. Våbenhuset er opført af munkesten i sengotisk tid men er noget omdannet i 1700-tallet. Tympanonfeltet fra den tilmurede norddør er indsat over våbenhusets dør, i feltet ses en mandsfigur mellem to løver, motivet skal muligvis tolkes som Daniel i løvekulen. I våbenhuset er opstillet et brudstykke af en romansk gravsten med rankeornamenter og et romansk granitornament, som muligvis har været gavltop til gravstenen. Kirken blev istandsat i 1943 og i 1965-67.
Kor og skib har flade bjælkelofter. Korbuen er bevaret med forskellige kragbånd, det ene med tovsnoning, det andet med arkademotiv. Altertavlen er udført af Jørgen Maler i 1614, i storfeltet er indsat et maleri fra 1804. Prædikestolen er samtidig med altertavlen. I kirken hænger et stort sengotisk korbuekrucifiks. Orglet fra 1926 er indbygget i en herskabsstol fra 1700-tallet. Ved prædikestolen står en reliefkvader med en løve. I skibets vestende står en kvader med et ret nedslidt ornament.
Den romanske granitfont har en dekoration af primitive palmetter på den lave kumme (Mackeprang s.338).

## Galleri
- Dallerup Kirke og klokketårn
- Lapidarium på Dallerup Kirkegård
- Kirken indvendig

## Eksterne kilder og henvisninger
- Wikimedia Commons har flere filer relateret til Dallerup Kirke
- Dallerup Kirke Arkiveret 31. januar 2011 hos  Wayback Machine hos nordenskirker.dk
- Dallerup Kirke hos KortTilKirken.dk
- Dallerup Kirke hos danmarkskirker.natmus.dk (Danmarks Kirker, Nationalmuseet)